# Madeleine Fischer

Madeleine Fischer, 1950er Jahre

Madeleine Fischer (* 12. November 1935 in Romanshorn; † 8. April 2020 in Gubbio, Italien) war eine Schweizer Filmschauspielerin der 1950er Jahre mit vorhergehender Tätigkeit als Fotomodell und späteren Aktivitäten als Unternehmerin.

## Leben und Wirken
Madeleine Fischer ist die Tochter eines Schweizer Industriellen und einer Lehrerin für Deutsch und Italienisch. Sie verbrachte ihre Kindheit in ihrem Geburtsort Romanshorn. Während der Vater sie mit der Geschäftswelt vertraut zu machen versuchte, wollte die italienische Mutter sie der Kunst und der Literatur näherbringen. Nachdem sich die Eltern zu Beginn der 1950er Jahre hatten scheiden lassen, entschloss sich Madeleine, der Mutter nach Rom zu folgen. Eine Zeit lang lief sie für Modehäuser auf dem Laufsteg. Sie wurde, noch keine 18 Jahre alt, 1953 erstmals vor die Kamera geholt. Der Durchbruch als Filmschauspielerin gelang Madeleine Fischer 1955 mit der Rolle der Selbstmord verübenden Rosetta Savoni in Michelangelo Antonionis Frauen-Ensemblefilm Die Freundinnen. Danach spielte Madeleine Fischer Hauptrollen in weiteren italienischen Produktionen, die jedoch allesamt künstlerisch kaum von Bedeutung waren.
Bereits 1958 beendete die Wahl-Römerin ihre Arbeit vor der Filmkamera und heiratete einen Einheimischen. In der Folgezeit widmete sich Madeleine Fischer recht unterschiedlichen Dingen: sie betätigte sich kurzzeitig als Fotografin und wurde anschließend Geschäftsfrau. In den 1960er Jahren eröffnete sie Modegeschäfte wie Piper Market und Piperino. Nach ihrer Scheidung weitete Fischer ihre geschäftlichen Aktivitäten aus und lebte zeitweilig in Mailand und New York. An der Seite ihres neuen Gatten entdeckte sie mit dem Segelsport ein neues Hobby und ging auf eine Weltumsegelung. In den 1970er Jahren zog sich Madeleine Fischer aus dem Modegeschäft zurück und ließ sich in der Natur Umbriens nieder, wo sie bis zu ihrem Tod lebte und sich für diverse künstlerische Bereiche (Restaurierung eines Klosterkomplexes und Veranstaltungen zum Thema Restaurierung antiker Artefakte) engagierte. Im neuen Jahrtausend kehrte Madeleine Fischer zu ihren künstlerischen Anfängen zurück, verfasste mehrere (unveröffentlichte) Drehbuchmanuskripte und inszenierte 2004 einen gleichfalls nicht der Öffentlichkeit vorgestellten Film namens Uròboro, eine postmoderne Version von Rotkäppchen in Gestalt einer komischen Oper.
Fischer starb im April 2020 im Alter von 84 Jahren in Gubbio, Italien.

## Vollständige Filmografie
- 1953: Wir Frauen (Siamo donne) (eine Episode)
- 1955: Die Freundinnen (Le amiche)
- 1955: Lo scapolo
- 1955: I pappagalli
- 1956: La grand mentira
- 1957: Classe di ferro
- 1957: Lazzarella
- 1958: La morte viene dallo spazio
- 1958: Te doy mi vida
- 1958: L’ultima canzone
- 2004: Uròboro (Regie, nicht aufgeführt)